# Никки Дайэл
Никки Дайэл (англ. Nikki Dial, род. 5 октября 1973) — американская порноактриса, лауреатка премий XRCO Award и F.O.X.E., член зала славы XRCO.

## Карьера
Родилась в Эри (Пенсильвания) 5 октября 1973 года.
Начала делать обнажённые фотосессии в возрасте 18 лет, и друг убедил её перейти к съемкам в фильмах для взрослых. Имеет итальянское происхождение. Начала карьеру во взрослых фильмах в подростковом возрасте, в фильме American Built. Работала с такими студиями, как Legend и VCA Pictures, и была контрактным исполнителем с Vivid в течение года.
Ушла из индустрии фильмов для взрослых в середине 1990-х годов, чтобы сосредоточиться на своём образовании в колледже. До 2004 года она все ещё иногда появлялась в качестве танцовщицы стриптиза в клубах и актрисы в фильмах для взрослых. Также она записывала английскую озвучку для некоторых хентай-аниме.
Канадская панк-группа The Dayglo Abortions включила посвящённую ей песню под названием «Nikki Dial» в свой альбом 1995 года Little Man in the Canoe.
В период с 1991 по 1996 году снялась примерно в 65 фильмах.
В 2008 году была включена в зал славы XRCO.

## Премии и номинации
- 1993 XRCO Award победа — старлетка года[11]
- 1994 F.O.X.E. Award победа — приз зрительских симпатий[4][12]
- 2008 включена в зал славы XRCO[11][13]